# Robert Fogel
Robert William Fogel (Nova York, EUA 1926 - Oak Lawn (Estats Units) 2013) va ser un historiador, economista i professor universitari estatunidenc guardonat amb el Premi Nobel d'Economia l'any 1993.

## Biografia
Va néixer l'1 de juliol de 1926 a la ciutat de Nova York en una família d'immigrants russo-jueus. De jove ha treballat per el Partit Comunista nord-americà, però més tard va abandonar el marxisme. Després d'estudiar a la prestigiosa Stuyvesant High School de la ciutat de Nova York va entrar a la Universitat Cornell, on es va graduar en història l'any 1948. Posteriorment realitzà un postgrau a la Universitat de Colúmbia i el 1963 es doctorà en economia a la Universitat Johns Hopkins. Aquell mateix any fou nomenat professor d'aquest últim centre, esdevenint el 1960 professor a la Universitat de Rochester, el 1966 de la Universitat de Chicago, el 1975 de la Universitat Harvard i el 1981 altre cop a Chicago, on actualment és docent.

## Recerca econòmica
Enfront de la creença que certes innovacions tecnològiques tenen un paper clau en el creixement econòmic, Fogel opinà que tal hipòtesi mancava de fonament. A l'aplicar tècniques economètriques noves va desfer el mite de la importància essencial del ferrocarril per al desenvolupament econòmic dels Estats Units. Segons Fogel, el ferrocarril no va tenir l'impacte tan decisiu com se suposava en el creixement del seu país. La segona aplicació del seu mètode va ser encara més polèmica, com que va intentar demostrar que l'esclavitud era una institució vigorosa i eficient, que es va eliminar per voluntat política, enfront de la idea que era en decadència, que era ineficient i que la Guerra Civil nord-americana només va avançar-ne la fi uns pocs anys. Segons ell, els treballadors assalariats industrials negres al nord dels Estats, eren menys ben tractat que els esclaus al sud.
L'any 1993 fou guardonat amb el Premi Nobel d'Economia, juntament amb Douglass North, per les seves innovacions en la investigació de la història econòmica a partir de l'aplicació de tècniques quantitatives que serveixen per a explicar els canvis econòmics i institucionals.

## Obra seleccionada
- 1960: The Union Pacific Railroad: A Case in Premature Enterprise
- 1964: Railroads and American Economic Growth: Essays in Econometric History
- 1974: Time on the Cross: The Economics of American Negro Slavery, 2 volums, escrit amb Stanley Engerman
- 1989: Without Consent or Contract: The Rise and Fall of American Slavery, 2 volums
- 1994: Economic Growth, Population Theory and Physiology: The Bearings of Long-Term Processes on the Making of Economic Policy
- 2003: The Slavery Debates, 1952-1990: A Retrospective
- 2004: The Escape from Hunger and Premature Death, 1700-2100: Europe, America, and the Third World